# Anna of the North
Anna Lotterud (Gjøvik, 8 juni 1989), beter bekend onder haar artiestennaam Anna of the North, is een Noorse singer-songwriter.

## Muzikale carrière
Oorspronkelijk vormde Lotterud een duo samen met de Nieuw-Zeelandse producer Brady Daniell-Smith, die ze in Melbourne ontmoette. In 2014 verscheen de eerste single 'Sway', die het tweetal meteen platencontract opleverde. Hun debuutalbum Lovers verscheen in 2017. Een jaar later verliet Smith de groep. Lotterud bleef vervolgens de naam Anna of the North als solo-artiest gebruiken. Het tweede album, Dream Girl, werd in 2019 uitgebracht en maakte ze in samenwerking met verschillende producers. Hierna volgde in 2020 de extended play Believe, met hierop onder meer een cover van Chers internationale hit 'Believe', en twee jaar later het derde studioalbum Crazy Life.
In 2019 won Lotterud de meest prestigieuze muziekprijs van Noorwegen, Spellemannprisen, in de categorie Muziekvideo van het jaar voor 'Leaning On Myself'. In 2022 nam ze deel aan Hver gang vi møtes, de Noorse variant van het tv-programma Beste Zangers.
Op 20 februari 2023 trad Anna of the North op in de Melkweg in Amsterdam.

## Persoonlijk leven
Lotterud werd geboren in het kleine stadje Gjøvik in Noorwegen. Ze studeerde grafisch ontwerp voordat ze naar Melbourne verhuisde. Inmiddels woont ze in de Noorse hoofdstad.

## Discografie

### Albums
- 2017: Lovers
- 2019: Dream Girl
- 2022: Crazy Life

### Extended plays
- 2020: Believe